# العلاقات النيجرية الكمبودية
العلاقات النيجرية الكمبودية هي العلاقات الثنائية التي تجمع بين النيجر وكمبوديا.

## مقارنة بين البلدين
هذه مقارنة عامة ومرجعية للدولتين:
| وجه المقارنة                                              | النيجر          | كمبوديا                   |
| --------------------------------------------------------- | --------------- | ------------------------- |
| المساحة (كم2)                                             | 1.27 مليون      | 181.03 ألف                |
| عدد السكان (نسمة)                                         | 21.48 مليون     | 16.01 مليون               |
| الكثافة السكانية (ن./كم²)                                 | 16.91           | 88.44                     |
| العاصمة                                                   | نيامي           | بنوم بنه                  |
| اللغة الرسمية                                             | لغة فرنسية      | اللغة الخميرية            |
| العملة                                                    | فرنك غرب أفريقي | ريال كمبودي، دولار أمريكي |
| الناتج المحلي الإجمالي (بليون دولار)                      | 8.12 مليار      | 22.16 مليار               |
| الناتج المحلي الإجمالي (تعادل القوة الشرائية) بليون دولار | 19.01 مليار     | 54.37 مليار               |
| الناتج المحلي الإجمالي الاسمي للفرد دولار أمريكي          | 358             | 1.16 ألف                  |
| الناتج المحلي الإجمالي للفرد دولار أمريكي                 | 938             | 3.26 ألف                  |
| مؤشر التنمية البشرية                                      | 0.348           | 0.555                     |
| رمز المكالمات الدولي                                      | +227            | +855                      |
| رمز الإنترنت                                              | .ne             | .kh                       |
| المنطقة الزمنية                                           | ت ع م+01:00     | ت ع م+07:00               |

## منظمات دولية مشتركة
يشترك البلدان في عضوية مجموعة من المنظمات الدولية، منها:
| علم المنظمة | اسم المنظمة                               | تاريخ انضمام النيجر | تاريخ انضمام كمبوديا |
| ----------- | ----------------------------------------- | ------------------- | -------------------- |
|             | وكالة ضمان الاستثمار متعدد الأطراف        | 10 مايو 2012        | 1 ديسمبر 1999        |
|             | منظمة الشرطة الجنائية الدولية             | ?                   | ?                    |
|             | منظمة حظر الأسلحة الكيميائية              | ?                   | ?                    |
|             | منظمة التجارة العالمية                    | ?                   | ?                    |
|             | الفريق المعني برصد الأرض                  | ?                   | ?                    |
|             | الأمم المتحدة                             | 20 سبتمبر 1960      | 14 ديسمبر 1955       |
|             | مؤسسة التمويل الدولية                     | 7 يناير 1980        | 26 مارس 1997         |
|             | يونسكو                                    | 10 نوفمبر 1960      | 3 يوليو 1951         |
|             | مؤسسة التنمية الدولية                     | 24 أبريل 1963       | 22 يوليو 1970        |
|             | البنك الدولي للإنشاء والتعمير             | 24 أبريل 1963       | 22 يوليو 1970        |
|             | المركز الدولي لتسوية المنازعات الاستشارية | 14 ديسمبر 1966      | 19 يناير 2005        |
|             | الاتحاد البريدي العالمي                   | ?                   | ?                    |
|             | الاتحاد الدولي للاتصالات                  | 14 نوفمبر 1960      | 10 أبريل 1952        |

## وصلات خارجية
- موقع وزارة الخارجية الكمبودية